# Maxwell Perry Cotton
Maxwell „Max“ Perry Cotton (* 7. Mai 2000 in San Diego, Kalifornien) ist ein US-amerikanischer Schauspieler. Er ist der ältere Bruder von Mason Vale Cotton, der ebenfalls im Schauspielbereich tätig war.

## Leben und Karriere
Max Cotton wurde im Jahr 2000 als ältester Sohn von Jason und Hilary Cotton in San Diego geboren, wo er zusammen mit seinem zwei Jahre jüngeren Bruder auch aufwuchs. Nach zahlreichen Castings und kleineren Auftritten wurde er im Jahr 2006 für die Fernsehserie Brothers & Sisters gebucht, wo er in mehr als 80 Episoden die Rolle des Cooper Whedon spielte. Zudem hatte er in diesem Jahr einen Auftritt in Gabrielle Allans Welcome to the Jungle Gym, wo er in einer der Hauptrollen zu sehen war, und einen Auftritt für eine Episode in Untold Stories of the ER. Im Folgejahr sah man ihn in der Titelrolle des Dennis Mitchell in Weihnachten mit Dennis – Eine schöne Bescherung! und zudem auch im Kurzfilm Murdering Mama’s Boy, in dem er abermals eine Hauptrolle belegte.
Im Jahr 2008 war er neben einer Reihe bekannter Schauspieler, darunter auch sein Bruder Mason Vale, im Film Mother Goose Parade zu sehen. 2009 folgten Auftritte in einer unbekannten Anzahl an Episoden in der Serie Dangerous Women, sowie eine Nebenrolle in Jon Gunns Like Dandelion Dust, wo die Rolle des Joey Campbell spielte. Für diese Rolle wurde er unter anderem beim Sonoma Valley Film Festival des Jahres 2009 mit einem Preis ausgezeichnet. Im Film Radio Free Albemuth, in dem unter anderem auch die Sängerin Alanis Morissette mitwirkte, spielte er eine jüngere Version des Hauptcharakters Nicholas Brady (gespielt von Jonathan Scarfe). Eine weitere Nebenrolle hatte er in diesem Jahr im Fernsehfilm Class, gefolgt von einer weiteren Nebenrolle im 2011 veröffentlichten Kinofilm Mr. Poppers Pinguine.

## Filmografie (Auswahl)
Filme
- 2006: Welcome to the Jungle Gym
- 2007: Weihnachten mit Dennis – Eine schöne Bescherung! (A Dennis the Menace Christmas)
- 2007: Murdering Mama’s Boy
- 2008: Mother Goose Parade
- 2009: Like Dandelion Dust
- 2010: Radio Free Albemuth
- 2010: Class
- 2011: Mr. Poppers Pinguine (Mr. Popper’s Penguins)
- 2013: Gangster Squad
- 2013: Elysium

Serien
- 2006–2011: Brothers & Sisters (82 Episoden)
- 2006: Untold Stories of the ER (1 Episode)
- 2009: Dangerous Women (unbekannte Anzahl an Episoden)
- 2012–2013: The Mob Doctor (2 Episoden)

## Auszeichnungen
- 2009: Auszeichnung auf dem Sonoma Valley Film Festival → Honorable Mention als bester Schauspieler[1]